# Panaxia coreana
Panaxia coreana là một loài bướm đêm thuộc phân họ Arctiinae, họ Erebidae.